# Walter Heilig
Walter Heilig (* 10. November 1925 in Stuttgart; † 2006 in Berlin) war ein deutscher Pressefotograf.

## Leben und Werk
Heilig war der Sohn des bedeutenden kommunistischen Arbeiterfotografen Eugen Heilig. Er nahm als Soldat der Wehrmacht am Zweiten Weltkrieg teil. Nach der Entlassung aus der Kriegsgefangenschaft machte er mit einer Contax, die er sich von seinem Vater geliehen hatte, Fotos vom zerstörten Berlin. Damit sprach er bei der Berliner Zeitung vor, und er wurde eingestellt. Er war von 1947 bis 1952 erst Bildreporter, dann Chefreporter und Chefredakteur des zur Berliner Zeitung gehörenden Illus-Bilderdienstes, des damals größten deutschen Pressebild-Archivs. Heilig gehörte zur ersten Generation der Pressefotografen der Sowjetischen Besatzungszone bzw. der DDR und war neben Horst Sturm und Erich Zühlsdorf eine der prägenden Personen. Von 1952 bis 1957 war er stellvertretender Chefredakteur und von 1957 bis 1974 Bereichsleiter von Zentralbild bzw. ADN-Zentralbild und von 1974–1981 Generalsekretär von Photo International. Ab 1982 arbeitete er als wissenschaftlicher Mitarbeiter bei ADN. Heilig war bis 1990 Mitglied des Verbands Bildender Künstler der DDR. Von 1960 bis 1989 war er Mitglied des Präsidialrats des Kulturbunds der DDR und Vorsitzender dessen Zentraler Kommission Fotografie bzw. ab 1982 deren Nachfolgerin Gesellschaft für Fotografie. Er hatte eine Zeitlang einen Lehrauftrag an der Sektion Journalistik der Karl-Marx-Universität Leipzig.
Heilig war Mitglied der SED und der fotografische Chefpropagandist der DDR. Er war über viele Jahre Inoffizieller Mitarbeiter des Ministeriums für Staatssicherheit und der einzige Bildreporter, der eine Akkreditierung für den Amtssitz des Präsidenten der DDR Wilhelm Pieck hatte. Heilig äußerte zu seiner Arbeit: „Auch der Bildreporter muss seine Arbeit als Funktionär der Partei betrachten.“
Nach der deutschen Wiedervereinigung arbeitete Heilig in Berlin freischaffend als Fotograf.
Fotografien Heiligs befinden sich u. a. in der Berlinischen Galerie.

## Ehrungen
- 1962: Johannes-R.-Becher-Medaille in Gold
- 1970: Ehrenpreis für Fotografie der DDR

## Ausstellungen (unvollständig)

### Personalausstellungen
- 1985: Leipzig („Frühe Bilder“)

- 1989: Berlin, Fotogalerie am Helsingforser Platz („Eugen Heilig, Walter Heilig. 2 Fotografengenerationen“)

### Ausstellungsbeteiligungen
- 1959: Berlin („2. Bifota – der Sozialismus siegt“)
- 1960: Berlin, Zentrales Haus der DSF („Interpress-Foto 1960“)
- 1984: Berlin, Altes Museum („Alltag und Epoche“)
- 1997: Bonn, Kunst- und Ausstellungshalle der Bundesrepublik Deutschland („Deutsche Fotografie. Macht eines Mediums 1870–1970“)